# Janvier 2000

## Samedi1erjanvier2000
- Monde :   date à laquelle devait se produire le bogue de l'an 2000, à 0 h 00. Passage avec succès des systèmes informatiques à l'an 2000 dans le monde. Grâce à plusieurs années de travaux de la part des informaticiens (projet Y2K), les problèmes de datation communément appelés bogue de l'an 2000 ont été très limités au cours des premiers jours de l'année.
- France
  - Vol au musée d'Oxford du tableau « Auvers-sur-Oise » de Paul Cézanne estimé à plus de 31 millions de dollars
  - Réouverture du Centre Pompidou après 27 mois de travaux
  - Début officiel de la couverture maladie universelle (CMU) assurant la gratuité des soins pour les plus faibles revenus.
- Union européenne : le Portugal prend la présidence de l'Union.
- Suisse : Matthieu Russenberger naît dans la nuit du 31 décembre 1999 au 1er janvier 2000. Il devient ainsi le premier bébé fribourgeois de l'ère 2000.

## Dimanche2 janvier 2000
- Québec : décès de Jean-Paul Nolet, animateur de radio québécois, d'origine abénaqui.

Littérature : décès de Patrick O'Brian (Anglais) à Dublin.

## Lundi3 janvier 2000
- Croatie : élections législatives.

## Mardi4 janvier 2000
- États-Unis : décès de Tom Fears, joueur américain de football américain) à 76 ans.
- États-Unis : Alan Greenspan est reconduit pour un 4e fois à la présidence de la Réserve fédérale des États-Unis.

## Mercredi5 janvier 2000
- Tibet : le 17e Karmapa, Orgyen Trinley Dorje, qui s'évada de son monastère de Tsourphou au Tibet en décembre 1999 arrive en Inde à Dharamsala, résidence du 14e Dalaï Lama. Il réside toujours en 2008 au monastère de Gyuto à Sidhbari près de Dharamsala.
- Côte d'Ivoire : premier conseil des ministres du gouvernement de transition constitué la veille à la suite du coup d'État du 24 décembre 1999 ayant permis à Robert Guéï d'accéder au pouvoir.

## Jeudi6 janvier 2000
- Pyrénées : le dernier individu sauvage connu de la sous-espèce pyrenaica des bouquetins d'Espagne est retrouvé mort, le crâne fracassé par une branche.

## Vendredi7 janvier 2000
- Canada : Beverley McLachlin est la première femme à devenir membre de la Cour suprême.

## Samedi8 janvier 2000
- États-Unis :  naissance de Noah Cyrus, actrice et voix-off américaine.
- France : naissance de Juliette Bossu, gymnaste artistique française.
- Canada : explosion d’une météorite dans le Yukon à 25 km de hauteur.

## Dimanche9 janvier 2000
- États-Unis : prise de contrôle de Time Warner par AOL.
- Ouzbékistan : Islom Karimov est reconduit à la présidence de la république avec 91,90 % des voix dans une élection dont le caractère démocratique est fortement contesté.

## Lundi10 janvier 2000
- États-Unis : décès de Sam Jaffe, 98 ans, producteur de films.

## Mardi11 janvier 2000
- Algérie : sur la base d'un accord conclu avec le gouvernement, les dirigeants de l'Armée islamique du salut, branche armée du Front islamique du salut, donnent instruction à leurs combattants de descendre du maquis.

## Vendredi14 janvier 2000
- Clonage réussi du macaque rhésus « Tétra ».
- France : décès d'Alphonse Boudard, écrivain français.

## Dimanche16 janvier 2000
- Cambodge : décès de Chean Vam, premier ministre  entre le 20 février et le 14 août 1948.
- Chili : victoire électorale du socialiste Ricardo Lagos à l’élection présidentielle.

## Lundi17 janvier 2000
- France : la commission sociale des évêques de France publie un document intitulé Le Respect de la Création (éd. du centurion) dans lequel les évêques appellent les chrétiens au civisme écologique et les rend responsables de la Création.

## Mardi18 janvier 2000
- France : le groupe Cora lance Houra.fr, première grande surface sur le Web avec livraison partout en France.
- Allemagne : Helmut Kohl doit démissionner de la présidence d'honneur de la CDU pour avoir refusé de donner les noms des donateurs financiers de son parti.

## Mercredi19 janvier 2000
- Italie : décès de Bettino Craxi, ancien Président du Conseil italien (° 24 février 1934).
- Grèce : Georges Papandréou est le premier ministre des affaires étrangères à se rendre en Turquie depuis 1962.

## Vendredi21 janvier 2000
- Équateur : coup d'État renversant le président Jamil Mahuad. Le vice-président Gustavo Noboa assure la présidence du pays avec le soutien des militaires.

## Samedi22 janvier 2000
- Québec : décès d'Anne Hébert, poète et romancière québécoise.

## Dimanche23 janvier 2000
- des chercheurs japonais donnent naissance à la « deuxième génération » de vaches clonées.
- la fusion de Time-Warner avec la maison de disques britannique EMI forme un géant dans l'industrie de la musique qui contrôlera 20 % du marché mondial.
- une équipe de cinq femmes, dirigées par Caroline Hamilton, réussit à rallier le pôle Sud, trois ans après avoir rallié le pôle Nord.
- la firme Couscousserie du Sud organise dans l'oasis de Tozeur le plus grand couscous du monde. Le plus grand couscoussier du monde d'une hauteur de 5 mètres et de 2 mètres de diamètre est mis à contribution. Le plat est composé de 2 000 kg de semoule, de 850 kg de légumes, de 250 poulets et de 30 moutons.

## Lundi24 janvier 2000
- Croatie : premier tour de l'élection présidentielle. Stjepan Mesić et Dražen Budiša sont qualifiés pour le second tour.

## Mercredi26 janvier 2000
- États-Unis : décès de A. E. van Vogt, écrivain américain de science-fiction.

## Jeudi27 janvier 2000
- Sénégal : ouverture d'une information judiciaire pour crime contre l'humanité à l'encontre de l'ancien président du Tchad, Hissène Habré.

- Discours sur l'état de l'Union de Bill Clinton[1].

## Dimanche30 janvier 2000
- Hongrie : déversement accidentel de 100 000 m3 d'eau contenant du cyanure dans un affluent roumain de la Tisza, anéantissant toute vie aquatique dans le cours de la rivière.

## Lundi31 janvier 2000
- États-Unis : un MD-83 d'Alaska Airlines (vol 261) s'écrase dans l'Océan Pacifique au large de Los Angeles tuant les 88 personnes à bord.

## Naissances
- 13 janvier : Charles-Henry Berguet, joueur belge de rugby à XV.
- 25 janvier : 
  - Johanita Scholtz, joueuse sud-africaine de badminton.
  - Rhuan da Silveira Castro, footballeur brésilien.
- 30 janvier : Benee, chanteuse néo-zélandaise.